# Лудвиг фон Дагсбург
Лудвиг фон Дагсбург (на немски: Ludwig von Dagsburg; на латински: Ludovico comite de Dagesburg; † сл. 980) е граф на Дагсбург в Горна Лотарингия. Той основава манастир „Св. Квирин“. Дядо е на папа Лъв IX (1049 – 1054).

## Фамилия
Лудвиг фон Дагсбург се жени за Юдит фон Онинген, дъщеря на граф Куно фон Онинген († 1027) и съпругата му Рехилда от Германия († 999). Те имат две дъщери:
- Матилда фон Дагсбург, омъжена за граф Херман от Вердюн, граф в Айфелгау-Вестфалия († 28 май 1029), майка на граф Готшалк фон Цутфен († 1063)
- Хайлвиг фон Дагсбург (* между 970/975; † 1046), омъжена I. за Екберт фон Щаде (* ок. 950); II. между 990 и 995 г. в Дабо, Мозел, Франция, за граф Хуго IV (VI) фон Егисхайм-Нордгау (* ок. 960; † 1049) (Етихониди), майка на Бруно фон Егисхайм-Дагсбург, папа Лъв IX († 1054)

## Галерия
- Дагсбург, в Topographia Alsatiae
- Мястото на замък Дагсбург